# Sarumaru no Taifu
Sarumaru no Taifu (猿丸大夫? noto anche come Sarumaru no Dayū; fl. VIII-IX secolo) è stato un poeta giapponese waka del primo periodo Heian.
Si dice che fosse vissuto durante il regno dell'imperatore Genmei o nel periodo Gangyō, ma le sue origini sono completamente sconosciute. Uno degli unici riferimenti a Sarumaru è presente nella prefazione in cinese del Kokinwakashū, dove lo stile di Ōtomo no Kuronushi, uno dei sei saggi della poesia è presentato come "la poesia di Ōtomo no Kuronushi è la seconda dell'antico Sarumaru-tayu", il che suggerisce che egli fosse conosciuto almeno all'epoca della compilazione del Kokinwakashū.

## Biografia
Il nome "Sarumaru-tayu" non compare nei documenti storici ufficiali, come il Rikkokushi, e da tempo si ritiene che non sia il suo vero nome. Ci varie teorie sulle sue origini, una lo identifica con il principe Yamashiro (山背大兄王?, Yamashiro no Ōe no Ō figlio del principe Shōtoku, o che fosse il principe Yuge (弓削皇子?, Yuge nomiko, figlio dell'imperatore Tenmu, o, secondo il folklore, di "Ono Sarumaru", il fondatore del clan Ono, sacerdote shintoista del santuario Futarasan jinja.
Le leggende su Sarumaru-tayu sono diffuse in tutto il Giappone: c'erano persone che sostenevano di essere discendenti di Sarumaru-tayu nella città di Ashiya e altre a Sakai. A Togakushi, nella prefettura di Nagano, c'è un villaggio chiamato Sarumaru-mura e si dice che Sarumaru-tayu vivesse lì o che fosse originario di quel villaggio. Tuttavia, non è chiaro se queste leggende siano collegate al Kokinwakashū o a Sarumaru uno dei Sanjūrokkasen.
Fu scelto da Fujiwara no Kintō tra i Trentasei Immortali della Poesia (三十六歌仙?, Sanjūrokkasen).
Per quanto riguarda il nome, Sarumaru era il suo nome di battesimo mentre Taifu (o Dayū) è un titolo che può riferirsi agli aristocratici dal primo al quinto grado inferiore, ai sacerdoti del santuario di Ise o agli artisti affiliati a un santuario.

## Poesia
Esiste un'antologia privata a suo nome, il Sarumaru Dayū shū?, (猿丸太夫集), ma sembra che si tratti di una raccolta di vecchi waka miscellanei raccolti da un compilatore successivo. Un poema tratto da esso e leggermente modificato appare come quinto nell'Hyakunin isshu compilato da Fujiwara no Teika:
(Hyakunin isshu n.5)
Tuttavia, questa stessa poesia già nel Kanpyō no on toki kisai no miya no utaawase (Agone poetico dell'era Kanpyō di Sua Altezza la consorte imperiale, 889) compare come di autore incerto e nel Kokinwakashū (n. 215) è accompagnata dalla dicitura dai shirazu (tema sconosciuto) e yomibito shirazu (読人知らず?, autore sconosciuto). Nel Shinsen man'yōshū di Sugawara no Michizane, nel Sanjūrokkasen di Fujiwara no Kintō e nel Senzai Wakashū di Fujiwara no Shunzei la poesia è attribuita a Sarumaru.
È probabile che nessuna delle poesie attribuite a Sarumaru sia stata formalmente scritta da lui.